# Metilfenidato
Il metilfenidato cloridrato (MPH) è un farmaco appartenente alla classe degli psicostimolanti, che possiede una struttura 2-benzil piperidinica, strutturalmente simile al farmaco analgesico meperidina cloridrato (petidina). Parte della struttura base della molecola è identificabile con quella delle catecolamine e delle feniletilamine, da cui si differenzia, però, per l'esclusiva presenza del gruppo piperidinico al posto del gruppo amminico.
Possedendo una spiccata attività stimolante, il farmaco trova largo impiego in una serie di disturbi DSM/a e off-label.
È commercializzato in Italia per il trattamento farmacologico del disturbo da deficit di attenzione/iperattività (ADHD).

## Descrizione
Presenta una struttura simile a quella delle amfetamine, sia dal punto di vista dell'osservazione clinica, sia dal punto della struttura chimica, dato che le due molecole hanno un'analogia strutturale parziale, nonostante gli effetti e la potenza del farmaco siano inferiori rispetto al gruppo delle amfetamine, anche per via del diverso meccanismo d'azione di queste ultime.
Il metilfenidato può essere soggetto ad abuso, uso improprio del farmaco e a tolleranza a causa dei suoi effetti psicotropi.
Tuttavia, essendo il farmaco difficilmente reperibile poiché erogato solo in centri autorizzati, il rischio di abuso è minimo. Non è stato registrato alcun caso di overdose dovuta all'assunzione o all'abuso dello stesso.
Tuttavia il metilfenidato cloridrato è un farmaco psicotropo che nell'aspetto clinico dà circa un terzo della dipendenza rispetto alle benzodiazepine, per cui ha un profilo alquanto favorevole per quanto riguarda la dipendenza farmacologica, ma la tolleranza e l'aumento del dosaggio non sono infrequenti poiché il sistema nervoso centrale si abitua in modo graduale ma lento al dosaggio prescritto specialmente nei quadri di ipersonnie e narcolessia, per cui si necessita un aumento della dose giornaliera che nella clinica di solito presenta un simil ''effetto tetto'' dai 120 mg/die fino ai 200 mg/die (sui 2 - 3,5 mg/kg) per un paziente adulto, ricordando che la posologia media massima per gli adulti fissata dal NICE Inglese è di 100 mg/die o quella fissata dall'FDA per gli adulti fino a un massimo di 2 mg/kg/die (variabile on label da 0,25 mg/kg/die a 2 mg/kg/die, off-label sono stati riportati dosaggi eccedenti i 300–400 mg/die, si segnalano casi di abuso che arrivavano a oltre 3000 mg/die, permettendo a questo farmaco di avere un ampio margine di sicurezza sul range di dosaggio clinico).
Nel quadro generale viene considerato un farmaco psicostimolante maneggevole, relativamente più sicuro e più leggero rispetto alla classe delle amfetamine (es: dextroamfetamina solfato (Adderall, Dexedrine) o metilamfetamina cloridrato (Desoxyn)).
Le indicazioni on-label del metilfenidato cloridrato:
- Il farmaco trova indicazione, in Italia, in neuropsichiatria Infantile e psichiatria per adulti, per il trattamento del disturbo da deficit di attenzione/Iperattività (ADHD) nei bambini sopra i 6 anni fino ai 18 anni, e anche negli adulti a cui è stata diagnosticata dopo i 18 anni.

Le indicazioni off-label del metilfenidato cloridrato sono:
- Per trattare la sintomatologia da postumi di traumi cranici;
- Nel trattamento dell'ipersonnia primaria o secondaria ad altre cause, particolarmente se molto invalidante, come seconda linea dopo il fallimento della terapia con Modafinil;
- I sintomi diurni di stanchezza ed episodi di eccessiva sonnolenza diurna (EDS) indotti dalla narcolessia, come seconda linea dopo il fallimento della terapia con Modafinil;
- Sperimentalmente nella terapia di disassuefazione da abuso e dipendenza da forti stimolanti del sistema nervoso come la metamfetamina, oppure la cocaina;
- Nel trattamento della sindrome da affaticamento cronico (CFS);
- Come adiuvante nella terapia del dolore e nelle cure palliative: per contrastare la stanchezza (fatigue) data da farmaci oppiacei spesso somministrati ad alte dosi per il controllo del dolore, e come adiuvante nella cachessia neoplastica, da AIDS o data da altre patologie severamente invalidanti come ad esempio la sclerosi multipla;
- Per il trattamento di pazienti selezionati con disturbo depressivo maggiore ricorrente e severo, non rispondente ai farmaci antidepressivi associati alla psicoterapia e/o ad altre terapie adiuvanti.

In Italia è venduto dall'8 marzo 2007 dalla società farmaceutica Novartis Farma con il nome commerciale di Ritalin nella forma commerciale di compresse a rilascio immediato da 10 mg in confezione da 30 compresse, e sotto il nome commerciale di Equasym e Medikinet nella forma farmaceutica di compresse a rilascio modificato da 5 mg, 10 mg, 20 mg, 30 mg e 40 mg in confezione da 30 compresse a rilascio modificato da assumersi una volta al giorno. Attualmente in Italia i farmaci contenenti metilfenidato cloridrato sono inseriti nella sezione A della tabella dei medicinali e pertanto sono vendibili tramite presentazione di ricetta medica ministeriale a ricalco (RMR).
Negli Stati Uniti è commercializzato sotto il nome di Ritalin, Ritalina, Concerta, Metadate, Methylin ER e Rubifen, come racemo. Focalin e Attentin sono preparati che contengono invece solo l'enantiomero destrogiro del metilfenidato, il dexmetilfenidato.

## Storia
Il metilfenidato è stato brevettato nel 1954 dalla Ciba Pharmaceutical Company (successivamente diventata Novartis). Inizialmente era utilizzato per il trattamento della depressione, sindrome da affaticamento cronico e narcolessia.
Il metilfenidato è prodotto negli Stati Uniti, ma la molecola è sintetizzata anche in Messico e Argentina, grazie a particolari accordi commerciali tra le case farmaceutiche locali e la Novartis. La vendita di metilfenidato è approvata in alcuni Stati europei, come il Regno Unito e la Germania, ma il numero di prescrizioni è nettamente inferiore al dato statunitense.
Nel 2000 la Food and Drug Administration (FDA) ha approvato Concerta, una formulazione a rilascio prolungato che permette una singola somministrazione giornaliera. Studi mostrano che queste formulazioni hanno un'efficacia analoga quelle a rilascio immediato.
Nell'aprile 2006 è stato approvato un cerotto per uso transdermico chiamato Daytrana, disponibile solo negli Stati Uniti nelle dosi da 10, 15, 20, o 30 mg.

## Farmacodinamica
Metilfenidato è un composto racemo del quale si ritiene che l'enantiomero l- sia farmacologicamente inattivo.
La molecola agisce come un debole stimolante del sistema nervoso centrale con effetti più accentuati sulle attività mentali che non su quelle motorie. Il farmaco ha anche un effetto calmante, e riduce il comportamento impulsivo nei bambini affetti da ADHD. Azioni simili sono state dimostrate anche negli adulti. Il preciso meccanismo d'azione non è stato ancora chiarito, anche se appare diverso da quello delle anfetamine.
Molti studiosi ritengono che gli effetti stimolanti siano legati all'inibizione della ricaptazione di dopamina nel corpo striato e forse anche, in misura minore, della noradrenalina. Probabilmente proprio questo squilibrio tra recettori della dopamina e della noradrenalina comporta un incremento dei livelli del neurotrasmettitore nel cervello e un blocco parziale dei mediatori che lo rimuovono dalle sinapsi. In ogni caso la modalità con la quale il metilfenidato esercita i suoi effetti sulle attività mentali e comportamentali nei bambini non è stata ancora chiaramente dimostrata.

## Farmacocinetica
Il metilfenidato cloridrato dopo somministrazione per via orale è assorbito rapidamente e quasi completamente dal tratto gastroenterico. La biodisponibilità assoluta è del 20-30% circa per l'enantiomero d- e del 5-8% per l'enantiomero l-, come conseguenza di un notevole metabolismo di primo passaggio.
La contemporanea assunzione di cibo non altera significativamente l'assorbimento. Il picco plasmatico (Cmax) è raggiunto circa 1-2 ore (Tmax) dopo la somministrazione, e varia notevolmente da paziente a paziente.
Nel torrente ematico il metilfenidato e i suoi metaboliti si distribuiscono tra il plasma (57%) e gli eritrociti (43%).
Il legame con le proteine plasmatiche è piuttosto basso (variabile dal 10% al 33% circa).
Il metilfenidato è rapidamente biotrasformato dalla carbossilesterasi CES1A1. 
Il principale metabolita non esterificato è l'acido α-fenil-2- piperidin acetico (acido ritalinico). Il picco plasmatico di questo metabolita è raggiunto dopo circa 2 ore dalla somministrazione e risulta 30-50 volte maggiore del farmaco progenitore. L'emivita di questo metabolita è circa doppia rispetto a quella del metilfenidato.
L'azione terapeutica sembra essere principalmente legata alla sostanza immodificata.

## Usi clinici
Il farmaco è stato autorizzato per il trattamento dell'ADHD nei bambini che abbiano compiuto i 6 anni, e negli adolescenti, nei quali i semplici interventi psicosociali o psicocomportamentali si siano dimostrati insoddisfacenti.
Il trattamento deve essere iniziato sotto la responsabilità di un medico specialista in neuropsichiatria infantile o un medico specialista in psichiatria.
Il trattamento farmacologico dell'ADHD deve essere inserito in un programma globale comprendente misure terapeutiche quali quelle di tipo psicologico, educativo e sociale, tutte miranti a stabilizzare i bambini e la sindrome.
In Italia il farmaco a rilascio modificato medikinet è utilizzato anche per trattare l'ADHD negli adulti, il regime di prescrizione rimane identico e la dispensazione è a carico del SSN.
Utilizzi off-label (in Italia):
Il metilfenidato viene impiegato nei disturbi del sonno caratterizzati da eccessiva sonnolenza diurna {EDS} di grado da moderato a severo:
in modo specifico nel trattamento della narcolessia con o senza cataplessia e nel trattamento dell'ipersonnia primaria (idiopatica), sfruttando la propria caratteristica di agente psicostimolante di moderata efficacia (attraverso il meccanismo d'inibizione del reuptake di noradrenalina e dopamina), è in grado di migliorare notevolmente la qualità di vita dei pazienti affetti da narcolessia e ipersonnia primaria, riducendo talvolta in modo sostanziale le ore di sonno diurno che invalidano pesantemente la qualità di vita dei pazienti affetti da queste patologie neuropsichiatriche.
Metilfenidato viene anche impiegato off-label per il trattamento adiuvante del disturbo depressivo maggiore (MDD); quando esso è refrattario e resistente generalmente ad almeno tre antidepressivi di differenti classi farmacodinamiche, assunti a posologia adeguata e per un sufficiente periodo di tempo atto a verificarne la mancata efficacia clinica antidepressiva di ognuno.
Quando differenti farmaci antidepressivi associati anche ad adiuvanti e ad altre terapie non farmacologiche, non sortiscono alcun miglioramento clinico nel disturbo depressivo maggiore, metilfenidato può in determinati casi essere prescritto dallo specialista in psichiatria per ulteriore tentativo di giovamento.
È anche utilizzato nella terapia del dolore, specificatamente per controllare gli effetti avversi (sedativi) degli analgesici oppiacei e/o di altre terapie antalgiche associate, dai resoconti empirici metilfenidato è stato riscontrato possedere un effetto "Opioid sparing" nel trattamento del dolore neoplastico in cui si erano utilizzate dosi elevate di morfina o di altri analgesici oppiacei per ottenere adeguata analgesia; aiutando anche taluni pazienti con cachessia neoplastica o pazienti affetti da gravi patologie croniche disabilitanti quali AIDS, neoplasie che provocano fatigue e in alcune patologie neurodegenerative.
In Italia è raramente utilizzato (off-label) come prodotto anoressizzante (soppressore dell'appetito) nei casi di obesità patologica non responsiva a dieta e terapie farmacologiche con indicazione specifica per il trattamento dell'obesità patologica, in questa ultima indicazione sembra possedere un'efficacia anoressizzante più marcata nei soggetti maschili rispetto a quelli femminili.

## Effetti collaterali e indesiderati
Il metilfenidato ha effetti collaterali inferiori a quelli prodotti dalle anfetamine. Una bassa dose di metilfenidato è generalmente ben tollerata.
| Tipi di reazioni                      | Comuni (>1/100, <1/10)                                                                             | Non comuni (>1/1.000, <1/100) | Rare (>1/10.000, <1/1.000)                                                                       | Molto rare (<1/10.000)                                                                                    | Frequenza non nota                                              |
| ------------------------------------- | -------------------------------------------------------------------------------------------------- | --- | ------------------------------------------------------------------------------------------------ | --- | --------------------------------------------------------------- |
| Infezioni e infestazioni              | - Rinofaringite                                                                                    | |                                                                                                  | |                                                                 |
| Disturbi del sistema immunitario      | | | - Edema angioneurotico - Reazioni anafilattiche - Orticaria - Rash cutaneo - Prurito - Dermatiti | |                                                                 |
| Disturbi del sistema emopoietico      | | |                                                                                                  | - Anemia - Leucopenia - Trombocitopenia - Porpora trombocitopenica                                        | - Pancitopenia                                                  |
| Disturbi del sistema nervoso          | - Cefalea - Capogiro - Sonnolenza - Iperattività psicomotoria                                      | - Tremore - Sedazione |                                                                                                  | - Convulsioni(9) - Movimenti coreici - Ischemia cerebrale transitoria - Sindrome neurolettica maligna (1) | - Vasculite(8) - Emorragia cerebrale(8) - Arterite cerebrale(8) |
| Disturbi psichiatrici                 | - Insonnia(7) - Nervosismo - Aggressività(4) - Agitazione psicomotoria(4) - Ansia(6) - Depressione | - Psicosi(3) - Allucinazioni - Ideazione suicidaria - Disturbi dell'umore(5) - Tic(2) - Aggravamento di preesistente sindrome di Tourette(2) | - Mania(3) - Disorientamento spazio-temporale - Alterazioni della libido                         | - Tentato suicidio(3) - Suicidio(3) - Comportamenti ripetitivi - Focalizzazione eccessiva                 |                                                                 |
| Disturbi cardiaci                     | - Aritmia - Tachicardia(10) - Palpitazioni(10)                                                     | - Dolore toracico | - Angina pectoris                                                                                | - Infarto miocardico - Arresto cardiaco(10)                                                               | - Tachicardia sopraventricolare - Bradicardia - Extrasistolia   |
| Patologie vascolari                   | - Ipertensione arteriosa                                                                           | |                                                                                                  | - Arterite cerebrale - Vasculopatia cerebrale - Fenomeno di Raynaud                                       |                                                                 |
| Disturbi gastrointestinali            | - Dolore addominale - Diarrea - Nausea - Vomito - Secchezza delle fauci                            | - Costipazione |                                                                                                  | |                                                                 |
| Disturbi del metabolismo e nutrizione | - Anoressia - Riduzione dell'appetito - Ritardo nella crescita di statura e ponderale (11)         | |                                                                                                  | |                                                                 |

Legenda annotazioni:
1. Segnalazioni scarsamente documentate e in prevalenza in soggetti che già assumevano altri farmaci. Non è chiaro il ruolo di metilfenidato in questi casi.
2. Metilfenidato è associato all'insorgenza o al peggioramento di tic motori e verbali, inclusa la sindrome di Tourette, un disordine neurologico caratterizzato da tic motori e vocali.[11][12][13]. È quindi opportuno definire un quadro iniziale, di riferimento, sulla base della storia famigliare e del profilo individuale di ciascun paziente prima di iniziare la cura con il metilfenidato, indi monitorare l'insorgenza oppure il peggiormento dei tic durante la terapia.
3. Metilfenidato può provocare un peggioramento dei disturbi comportamentali nei soggetti con anamnesi positiva di mania o di psicosi e quindi deve essere usato con cautela. Questi sintomi possono anche essere indotti ex novo nel corso della terapia,[14] che in taluni casi può dover essere sospesa. Inoltre può causare o provocare un peggioramento dei sintomi depressivi e conseguentemente un aumento del rischio di ideazione di suicidio, anche attraverso l'uso dello stesso farmaco.[15] Nei soggetti che in corso di trattamento per ADHD manifestano tendenza e comportamento suicida, devono essere presi in considerazione sia il peggioramento di un disturbo psichiatrico preesistente, sia un possibile ruolo causale del trattamento con metilfenidato. Numerosi studi clinici hanno dimostrato la rilevanza dei disturbi psichiatrici nei pazienti pediatrici trattati con metilfenidato.[16][17]
4. Metilfenidato è un farmaco psicoattivo può portare a un aumento dei comportamenti caratterizzati da aggressività e/o ostilità. È quindi opportuno monitorare la comparsa o il peggioramento di tali comportamenti in particolare all'inizio della terapia e ogni qualvolta si rende necessario modificare il dosaggio del farmaco. Nei pazienti che manifestano alterazioni del comportamento può essere dovuto un aggiustamento del dosaggio oppure la sospensione della cura.
5. L'azione di stimolazione del sistema nervoso centrale da parte di metilfenidato, nei soggetti affetti da disturbo bipolare richiede cautela per il rischio effettivo di provocare una crisi maniacale o mista. Anche questi pazienti richiedono controlli in occasione di ogni variazione del dosaggio del metilfenidato, almeno ogni sei mesi e a ogni visita.
6. Ansia, agitazione o tensione possono peggiorare in seguito ad assunzione di metilfenidato. Dopo una valutazione clinica iniziale si devono mantenere monitorati questi sintomi per valutarne una comparsa oppure un peggioramento durante la terapia, in particolare in caso di variazioni del dosaggio del farmaco.
7. Metilfenidato può alterare i parametri del sonno dei pazienti pediatrici. Studi clinici hanno mostrato un significativo ritardo nell'addormentarsi, con una globale riduzione delle ore di sonno in seguito ad assunzione del farmaco.[18][19]
8. Il trattamento con metilfenidato, in soggetti con storia di malattia cardiovascolare o in terapia con farmaci che possono aumentare la pressione del sangue, può determinare un aumento del rischio per emicrania, accidente cerebrovascolare, ictus, infarto cerebrale, vasculite e arterite cerebrale[20][21][22] e ischemia cerebrale. La vasculite cerebrale rappresenta una reazione idiosincrasica molto rara verso l'esposizione al metilfenidato. La comparsa di cefalea intensa, intorpidimento, debolezza, paralisi e alterazione di coordinazione, vista, parola o memoria possono essere indicativi di ischemia cerebrale. Nel caso si sospetti un problema cerebrovascolare, la somministrazione di metilfenidato deve essere sospesa. La paralisi cerebrale emiplegica (che interessa cioè o il lato sinistro o il lato destro del corpo) non rappresenta una controindicazione all'uso del metilfenidato.
9. Il farmaco deve essere usato con cautela nei pazienti epilettici, in quanto può favorire l'insorgenza di crisi convulsive, sembra infatti che sia dotato della capacità di abbassare la soglia convulsiva.[23][24][25] Nei soggetti in cui si osserva un aumento della frequenza di convulsioni o la comparsa ex novo di attacchi, si deve interrompere la somministrazione di metilfenidato.
10. Studi clinici hanno dimostrato che il trattamento di bambini e adolescenti con metilfenidato ha un impatto significativo sul sistema cardiovascolare.[26] Ciò implica la necessità di un'attenta anamnesi (personale e familiare) e di un esame medico obiettivo per la presenza di disturbi cardiovascolari (ipertensione o alterazioni del ritmo cardiaco). Nella storia familiare si deve verificare la presenza di episodi di morte cardiaca improvvisa o inspiegata e aritmia ventricolare. Se durante il trattamento si manifestano palpitazioni, dolore toracico dopo sforzo, sincope inspiegata, dispnea o altri, tali da suggerire una malattia cardiaca, deve essere eseguito un elettrocardiogramma (ECG) e un'immediata valutazione specialistica cardiologica. Le conseguenze del trattamento a lungo termine sul sistema cardiovascolare nei bambini e negli adolescenti sono ancora poco conosciute. Registrare perciò su un grafico centile la pressione del sangue e la frequenza cardiaca a ogni aggiustamento del dosaggio, e in seguito almeno ogni sei mesi.
11. In alcuni soggetti è stato rilevato un ritardo della crescita (sia in peso sia in altezza). Nella gran parte dei casi tale ritardo deve essere considerato come temporaneo. Tuttavia, studi clinici suggeriscono che l'entità del ritardo della crescita sia correlata alla durata del trattamento.[27] Gli stessi studi hanno dimostrato differenze significative nelle curve di crescita di bambini con sindrome da deficit dell'attenzione e iperattività (ADHD) trattati con psicostimolanti per almeno 24 mesi rispetto a quelli che non avevano mai assunto psicostimolanti. Per questo motivo si raccomanda un controllo attento degli indici di crescita dei bambini in terapia protratta con metilfenidato. Se i pazienti non aumentano di statura e di peso secondo le curve di crescita attese il terapeuta può ritenere necessario interrompere il trattamento.

## Controindicazioni
Metilfenidato è controindicato nei soggetti con ipersensibilità nota al principio attivo oppure a uno qualsiasi degli eccipienti della formulazione farmaceutica.
È inoltre controindicato nei pazienti con una storia di grave depressione, nei soggetti con disturbo nervoso di tipo anoressico, in coloro che presentano sintomi psicotici, schizofrenia, gravi disturbi dell'umore, ideazione suicida, mania, o disturbi di personalità.
Gli effetti collaterali più comuni del metilfenidato comprendono: diminuzione dell'appetito, insonnia, dolore localizzato a livello dello stomaco (epigastralgia). Tali sintomi possono essere trattati evitando la somministrazione a digiuno (per l'inappetenza e i disturbi gastrici) e serale del farmaco (per l'insonnia).
Il ritardo della crescita, osservato nei bambini in cura con metilfenidato, è stato largamente provato, anche con effetti definitivi (indice di crescita inferiore all'atteso).
I soggetti con patologie e disturbi cardiovascolari, come ad esempio storia di ipertensione arteriosa grave, insufficienza cardiaca, angina pectoris, infarto del miocardio, cardiomiopatia dilatativa, aritmie potenzialmente pericolose per la vita, non devono assumere metilfenidato. 
Il farmaco è infine controindicato negli individui con disturbi cerebrovascolari preesistenti, ictus cerebrale, aneurisma cerebrale, vasculite e nei bambini di età inferiore a 6 anni, nei quali i dati di letteratura relativi a sicurezza ed efficacia del farmaco non appaiono sufficienti.

## Dosi terapeutiche
Il trattamento farmacologico dell'ADHD deve essere eseguito sotto lo stretto controllo di uno psichiatra o neuropsichiatra infantile, previa valutazione dello status cardiovascolare e della eventuale compresenza di disturbi psichiatrici.
Nel corso del trattamento dovrebbero essere controllati e registrati parametri quali: pressione arteriosa, frequenza cardiaca, elettrocardiogramma, crescita, incremento ponderale, appetito, sviluppo o peggioramento di disturbi psichiatrici.
Il trattamento nei bambini, adolescenti e adulti deve iniziare con 5 mg una o due volte al giorno, a colazione e a pranzo, proseguendo con incrementi settimanali di 5 mg–10 mg, fino a ottenere una risposta clinica soddisfacente. La dose totale giornaliera deve essere suddivisa in più somministrazioni.
Viene usualmente consigliato di non superare la dose di 60 mg/die in bambini e adolescenti fino ai 18 anni, e negli adulti un dosaggio di 20–30 mg da due a tre volte al giorno (60 mg - 90 mg) (0,6 mg/kg // 1,2 mg/kg) (o fino a un dosaggio medio massimo di 100 mg/die o 2 mg/kg/die nei soggetti adulti), avendo cura di assumere l'ultima dose almeno 4 ore prima di recarsi a letto per evitare disturbi nell'addormentamento.
Il trattamento non richiede di essere continuato per un tempo indeterminato. Gli studi controllati non hanno ancora fornito adeguate informazioni sulla sicurezza ed efficacia del trattamento a lungo termine (oltre i 12 mesi). In caso di trattamento prolungato è indicata una valutazione periodica del trattamento, avendo cura di includere periodi di sospensione del farmaco per un'analisi critica del quadro clinico del paziente anche in assenza di terapia farmacologica. La sospensione è bene che coincida con le vacanze scolastiche. Il miglioramento può permanere anche quando la somministrazione del farmaco è temporaneamente interrotta. Il trattamento in genere viene interrotto durante o dopo la pubertà.
Non in tutti i pazienti pediatrici (6-12 anni), con sindrome da deficit dell'attenzione e iperattività (ADHD), può essere indicato il trattamento con metilfenidato.
La prescrizione del medicinale si deve basare su una valutazione molto approfondita della gravità e della persistenza dei sintomi in relazione all'età del bambino. Se si inizia la terapia deve essere tenuto presente che, sulla base di studi clinici controllati, una settimana di trattamento è in genere sufficiente per ottenere benefici valutabili anche in ambito scolastico: aumento dell'attenzione, della capacità di portare a termine i compiti assegnati, oltre a una riduzione dell'impulsività, della distrazione e delle interazioni interpersonali conflittuali. 
Deve anche essere tenuto presente che in diversi studi finora condotti è stato osservato che circa il 30% dei bambini con ADHD non risponde al metilfenidato. 
Se dopo un mese di trattamento non vi sono risposte, il farmaco va sospeso.

## Gravidanza e allattamento
I dati disponibili sono in numero molto limitato e non sono stati condotti studi per valutare la sicurezza del metilfenidato in donne gravide. Vi sono state alcune segnalazioni di casi di tossicità cardiorespiratoria nei neonati, e in particolare tachicardia e sofferenza respiratoria fetale. Per tale motivo metilfenidato non deve essere somministrato in gravidanza se non dopo un'attenta valutazione del rapporto rischio/beneficio.
Non è chiaro se si possa verificare un eventuale passaggio del principio attivo o dei suoi metaboliti attraverso il latte materno, ma in letteratura vi sono sporadiche segnalazioni di una possibile secrezione in donne trattate con metilfenidato. 
Per questo motivo le donne che allattano al seno non devono assumere metilfenidato.

## Interazioni
- Antidepressivi triciclici (amitriptilina): la co-somministrazione con metilfenidato può aumentare pericolosamente le concentrazioni plasmatiche, portando a razioni tossiche per il sistema cardiovascolare.
- Inibitori delle monoamino ossidasi (IMAO): la contemporanea somministrazione può determinare l'insorgenza di importanti crisi ipertensive.
- Anestetici alogenati: l'utilizzo di questo tipo di anestetici in soggetti in trattamento con metilfenidato può comportare il rischio di una improvvisa crisi ipertensiva nel corso dell'intervento chirurgico.
- Alcool: l'etanolo può accentuare la frequenza e la gravità degli eventi avversi a carico del sistema nervoso centrale causati da metilfenidato. Durante il trattamento è perciò consigliabile che i pazienti si astengano dall'assumere alcolici.

### Altro
Negli Stati Uniti il metilfenidato è classificato come sostanza controllata in tabella II, insieme ad altre molecole di riconosciuta attività medica ma caratterizzate da elevato potenziale d'abuso. Per le convenzioni internazionali è inserito in tabella II dalla Convention on Psychotropic Substances. In Italia è soggetta alla disciplina del D.P.R. n. 309/1990, tabella II A. Sono stati segnalati casi di abuso tra ragazzi e adolescenti che frantumavano le pastiglie per assumerle per via nasale, con un effetto paragonabile all'assunzione di cocaina, anche se inferiori. Assunto per via orale ai dosaggi terapeutici è improbabile che possa dare effetti paragonabili ad altre droghe eccitanti come cocaina ed ecstasy.
Alcuni studenti abusano di Ritalin con lo scopo di aumentare le proprie prestazioni scolastiche, prima di esami e lavori particolari.
Alcuni utilizzano il metilfenidato per combattere i sintomi negativi del consumo di alcool. Le conseguenze di questa assunzione concomitante sono potenzialmente gravi.
Studiosi finlandesi hanno recentemente riportato i risultati di un piccolo studio clinico, che indica che il metilfenidato, in formulazione a rilascio controllato, risulta più efficace del placebo nel ridurre l'autosomministrazione di anfetamina per via endovenosa in soggetti che sono affetti da grave dipendenza da tale stimolante.
Nell'aprile del 2008, Nature Network, il forum per scienziati della rivista Nature, ha effettuato un sondaggio on-line al quale hanno partecipato 1 427 scienziati di 60 diversi Paesi, anche se la maggioranza era nei Paesi di cultura anglosassone, ovvero Stati Uniti, Regno Unito e Australia. Secondo i risultati del sondaggio, circa il 20% degli intervistati ha ammesso di usare il Ritalin per amplificare le prestazioni cognitive.
Nella classifica di pericolosità delle varie droghe stilata dalla rivista medica Lancet, il metilfenidato occupa il quindicesimo posto.
Tale classifica è da intendersi unicamente quando le sostanze vengono assunte in abuso o uso non sotto controllo medico.
- Utilizzi illegali:
  - come stimolante
- Effetti collaterali:
  - Cardiovascolari:
    - tachicardia
    - ipertensione

  - Endocrini:
    - Perdita dell'appetito

  - Vista:
    - Visione confusa
    - Midriasi

  - Gastrointestinali:
    - Nausea/vomito, dolore addominale

  - Muscolo-scheletrici:
    - Contrazioni muscolari

  - Respirazione:
    - Aumento della frequenza respiratoria

### Formulazioni
La maggior parte delle formulazioni contengono un racemo 50:50 di destro-metilfenidato e levo-metilfenidato, anche se l'enantiomero farmacologicamente attivo è solo quello destrogiro. Il Focalin costituisce un'eccezione, in quanto contiene soltanto il destro-metilfenidato. È assunto più rapidamente della formulazione racemo.

### Critiche

#### ADHD
L'uso del metilfenidato si è dimostrato efficace nelle terapie multimodali adottate per la cura dell'ADHD.

#### Dipendenza
Alcuni ipotizzano che la prescrizione di stimolanti predisponga i bambini a un abuso di altre sostanze nell'adolescenza; esistono tuttavia studi che affermano il contrario.

#### Effetti a lungo termine
Alcuni studi effettuati su ratti suggeriscono che possa esistere un rischio effettivo a carico del sistema dopaminergico. È tuttora ignoto se ciò possa valere per le capacità cognitive degli esseri umani.
Uno studio del 2005 non ha evidenziato sintomi neurologici statisticamente significativi.

#### Effetti sulla statura
Alcuni studi hanno messo un leggero rallentamento della crescita in bambini affetti da carenza dell'ormone della crescita trattati con metilfenidato, gli effetti sono talmente minimi che si sconsiglia di interrompere l'uso del farmaco nella cura dell'ADHD.
Altri studi suggeriscono inoltre che questo effetto si risolve comunque nell'adolescenza.

#### Uso illecito
Negli Stati Uniti, le autorità hanno espresso preoccupazione per la facilità con cui le confezioni di metilfenidato regolarmente acquistato possano essere dirottate sul mercato illecito.
Secondo la DEA "L'aumento dell'impiego terapeutico di questa sostanza ha creato un aumento parallelo del suo abuso tra gli adolescenti e giovani per via nasale. I ragazzi hanno poche difficoltà a ottenere il metilfenidato dagli amici e compagni di classe cui è regolarmente prescritto."

## Cultura di massa
Come tutti gli argomenti dalla natura controversa, ha ispirato moltissimo il mondo della cultura di massa, in particolar modo il mondo delle serie televisive, che ne ha fatto uso mettendolo al centro di molte trame di suoi episodi.
Alcuni esempi celebri:
- South Park nell'episodio "Dr House" (S2 E11)
- South Park nell'episodio  "Tutti fatti di ritalin" "Timmy 2000" in lingua originale (S4 E3)
- Lie to Me nell'episodio "Segreti di Famiglia" (S1 E3)
- Dr. House - Medical Division (S2 E11)
- I Simpson nell'episodio "Gli aiutanti speciali di Bart" (S11 E2)
- Weeds (S6 E10)
- E.R. - Medici in prima linea, in cui ne fa uso la tirocinante Lucy Night.
- Black Lagoon, Roberta, la cameriera di casa Lovelace, ne abusa fino ad avere allucinazioni.

Il Ritalin viene citato anche nel film Charlie Bartlett, in cui il protagonista amplifica le sue capacità grazie a questo medicinale. Viene poi citato che in un verso della canzone dei Green Day, Jesus of Suburbia. Viene citato anche nel film L'esorcista. L'argomento è trattato dalla band tedesca Kraftklub nella canzone Ritalin/Medikinet, basata in parte sull'esperienza personale del bassista della band Till Brummer.
È inoltre nominato nelle canzoni Anarchist e California di Yungblud.